# Mietingen
Mietingen – miejscowość i gmina w Niemczech, w kraju związkowym Badenia-Wirtembergia, w rejencji Tybinga, w regionie Donau-Iller, w powiecie Biberach, wchodzi w skład wspólnoty administracyjnej Laupheim. Leży w Górnej Szwabii, nad rzeką Rottum, ok. 13 km na północny zachód od Biberach an der Riß.